# Pak Kwang-ryong
Pak Kwang-ryong (ur. 27 września 1992 w Pjongjangu) – północnokoreański piłkarz występujący na pozycji napastnika, obecnie reprezentujący barwy austriackiego zespołu SKN St. Pölten. W reprezentacji Korei Północnej zadebiutował w 2009 roku.